# Ballade nr. 1 (Chopin)
De Ballade nr. 1 in g mineur, op. 23 is een compositie van Frédéric Chopin, vervaardigd tussen 1831-1835. De ballade komt voort uit schetsen die Chopin in 1831 maakte tijdens zijn acht maanden durende verblijf in Wenen. Het werd voltooid in 1835 na zijn verhuizing naar Parijs. In Polen woedde toen een oorlog tegen het Russische bewind. Het werk werd ook pas uitgegeven nadat Chopin een paar jaar later naar Parijs verhuisd was. Het stuk is door Chopin opgedragen aan baron Bodo Albrecht von Stockhausen, die toen ambassadeur van Hannover in Frankrijk was.

## Achtergrond
Chopins vier ballades zijn allen eendelige werken voor piano solo, geschreven tussen 1831 en 1842. het begrip 'ballade' werd geassocieerd met Franse poëzie tot midden 19e eeuw. Chopin gebruikte de titel als eerste voor een muziekwerk. Musicologen denken dat de vier ballades zijn gebaseerd op gedichten van Adam Mickiewicz.
De ballades zijn qua vorm een innovatie en vallen niet binnen bestaande andere vormen van voor die tijd zoals sonatevorm of liedvorm. De ballades waren wel een directe inspiratie voor andere componisten als Franz Liszt en Johannes Brahms die tevens ballades schreven. De vorm van de eerste ballade is schematisch:
- Inleiding - Hoofdthema - Ontwikkeling - Neventhema - Ontwikkeling - Hoofdthema - Ontwikkeling - Neventhema - Coda

## Opbouw
De eerste ballade begint vragend met een korte "Lento" (in sommige edities "Largo") inleiding op het Napolitaans sextakkoord, die van laag en stevig naar hoog en zacht vragend verloopt:
Deze inleiding sluit af met een vragend schrijnend akkoord, waarna het hoofdthema in "Moderato" tempo volgt:
Het werk wordt gekenmerkt door twee hoofdgedachten of -thema's, die een paar maal terugkeren, afgewisseld met virtuozere en snellere "animato" intermezzi, die als bruggetjes werken.
Het tweede thema in "Meno mosso" is zacht vragend van opzet, en geschreven in de majeurparallelle toonsoort:
Het werk wordt beëindigd met een snel en onstuimig "Presto con fuoco" coda.
Een typisch algemeen kenmerk van de balladevorm is de 'wiegende' 6/8 maatsoort. In de eerste ballade wordt hiervan afgeweken: de inleiding is een 4/4 maatsoort, het hoofdthema staat in de wat rustiger 6/4 maatsoort en het coda in een snelle 2/2 maatsoort.

## Overig
De eerste ballade werd een van de meer populaire en veelgespeelde Chopinstukken. Het werk speelt een belangrijke rol in de film "The Pianist" van Roman Polański uit 2002. Ook in de film "Gaslight" uit 1944 van regisseur George Cukor wordt de ballade gespeeld. 

## Luistervoorbeeld
- Bibliothèque nationale de France: cb14822227k (data)
- Library of Congress Control Number: no97073914
- MusicBrainz work: f94364c5-b4ca-3555-af9e-86dff67757af
- Nationale Bibliotheek van Israël: 987007424189305171
- Virtual International Authority File: 176412225